# Mouvement pour un monde meilleur
 (novembre 2024).
Le Mouvement pour un Monde Meilleur, ou MMM, est une association de fidèles et mouvement ecclésial dans l'Église catholique fondé en 1952 par le père Riccardo Lombardi. Présent dans 37 pays le mouvement promeut la fraternité universelle, et l’importance de la dimension communautaire de toute vie humaine dans l’Église et le monde. Il est reconnu comme association de fidèles de droit pontifical depuis 1988. 

## Histoire

### Origine
Le mouvement est né dans l‘atmosphère de reconstruction, et de renouveau moral et religieux qui suivit la Deuxième Guerre mondiale en Italie. Le promoteur en était le père jésuite Riccardo Lombardi, alors jeune jésuite piémontais, déjà en contact avec des intellectuels catholiques avant la guerre mondiale et directeur de la revue La Civiltà Cattolica au début des années 1950[réf. souhaitée].
Des prédications du père Lombardi sur la « mobilisation des catholiques » (1947) et la « croisade de la bonté » de 1948, donnent forme et orientation au mouvement. Le mouvement considère sa naissance cependant comme étant l’appel radiophonique de Pie XII « pour un monde meilleur » du 10 février 1952. S’adressant aux Romains et Italiens le pape disait : « il y a tout un monde qui doit être reconstruit à partir de ses fondations même, qui doit être transformé du sauvage à l’humain, de l’humain au divin, selon le cœur de Dieu »[réf. souhaitée].
Le Père Riccardo Lombardi, face à l'horizon de ruines où avait conduit le totalitarisme en Italie propose une unique voie de réponse et de redressement: la fraternité universelle, fondée sur le sens de l'humain et sur la relation qui se donne à travers la figure du Christ : « «la fraternité universelle est fondée sur un renouvellement des relations, et touche donc tout ce qui est établi, structuré, planifié entre les êtres humains. Elle touche les Etats, les systèmes politiques, les agences internationales, les conventions et les traités, les opérations économiques… Elle touche aussi l'Église catholique, où les relations institutionnelles et hiérarchiques doivent être construites sur la fraternité ». À partir de 1956, le mouvement a son siège à Rocca di Papa, près de Rome, dans un bâtiment donné par le pape Pie XII[réf. souhaitée]. 

### Évolution
Cependant les tournées de conférences aux intellectuels catholiques, de par le monde prennent de plus en plus une tournure politique, Lombardi militant pour le retour à un type de « chrétienté faite d’états chrétiens »[réf. souhaitée]. Son programme, publié juste avant le concile Vatican II (et dans le but manifeste de l'influencer), est franchement rejeté. Le fondateur est mis à l’écart, à la demande du pape Paul VI. Cette perspective n’est plus de mise après le concile. Le mouvement passe par une crise profonde et, à Rocca di Papa, se tourne vers l’organisation d’exercices spirituels pour un monde meilleur[réf. souhaitée]. 
Après la mort du fondateur (1979) et sous la direction du son « Groupe Promoteur », le mouvement s’est décentralisé, s’organisant en équipes locales, régionales et nationales. Avec sa perspective d’une « nouvelle image de la paroisse » (avec « participation et justice ») il organise des projets pastoraux pour les jeunes, les familles, les ministères, les instituts religieux. Le projet diocésain de renouveau-évangélisation est lancé[réf. souhaitée].  
En 1988, le mouvement est reconnu comme association de fidèles de droit pontifical, et est affilié au Conseil pontifical pour les laïcs[réf. souhaitée].  

### Aujourd’hui
La caractéristique communautaire du mouvement est toujours très présente. Il continue à promouvoir l'intuition de la fraternité (pour un monde meilleur) comme un mot significatif à placer aux côtés de l'égalité et de la liberté. L'encyclique Fratelli tutti du pape François, en 2020, a relancé de manière spectaculaire cette intuition, ajoutant une forte dimension interreligieuse en y reprenant le document sur la fraternité humaine de 2019[réf. souhaitée]. 

## Activités
En 2023 le mouvement - dont le « Groupe Promoteur » compte 600 membres - est présent dans treize pays d'Europe, sept en Amérique latine, huit en Afrique, quatre en Amérique du Nord, trois en Asie et deux en Océanie[réf. souhaitée].
Le mouvement (par son service d’animation pour un monde meilleur) exerce un service ecclésial d'animation communautaire dans les diocèses, principalement en les aidant à formuler leur propre plan pastoral. Les lignes typiques des plans pastoraux issus de la collaboration avec le mouvement sont au nombre de trois : la fraternité, la communion et la mission. Chaque étape est préparée par un intense travail de planification et de conception et, à la fin, il y a une vérification sérieuse de la réalisation des objectifs formulés. On ne passe pas à l'étape suivante si l'étape précédente n'a pas été atteinte de manière significative[réf. souhaitée].